# Mécanisme Kappa
Le mécanisme κ est le mécanisme moteur des variations de luminosité de nombreux types d'étoiles variables pulsantes. Ici, la lettre grecque kappa (κ) est utilisée pour indiquer l'opacité radiative à une profondeur particulière de l'atmosphère stellaire. Dans une étoile normale, un accroissement de la compression de l'atmosphère provoque un accroissement de la température et de la densité ; ceci produit une baisse de l'opacité de l'atmosphère, permettant à l'énergie thermique de s'échapper plus rapidement. Le résultat est une condition d'équilibre où la température et la pression sont maintenues équilibrées. Cependant, dans les cas où l'opacité s'accroît avec la température, l'atmosphère devient instable vis-à-vis des pulsations. Si une couche d'une atmosphère stellaire se déplace vers l'intérieur, elle devient plus dense et plus opaque, provoquant un blocage du flux de chaleur. En retour, cette augmentation de température provoque une augmentation de la pression qui repousse la couche vers l'extérieur. Le résultat est un phénomène cyclique car de façon répétée la couche se déplace vers l'intérieur puis est repoussée vers l'extérieur.
Les pulsations stellaires non-adiabatiques résultant du mécanisme κ se produisent dans les régions où l'hydrogène et l'hélium sont partiellement ionisés, ou lorsqu'il y a des ions hydrogène négatifs. Un exemple d'une telle zone se trouve dans les variables de type RR Lyrae où la deuxième ionisation partielle de l'hélium se produit. L'ionisation de l'hydrogène est plus probablement la cause de l'activité pulsante des variables de type Mira, des étoiles Ap à oscillations rapides (roAp) et des variables de type ZZ Ceti. Dans les variables de type Beta Cephei, les pulsations stellaires se produisent à une profondeur où la température atteint approximativement 200000 K et il y a une abondance de fer. L'accroissement de l'opacité du fer à cette profondeur est appelé le "Z bump", où Z est le symbole astronomique pour les éléments autres que l'hydrogène et l'hélium.